# Обикновен конски кестен
Обикновените конски кестени (Aesculus hippocastanum) са вид растения от семейство Сапиндови (Sapindaceae).
Таксонът е описан за пръв път от шведския ботаник и зоолог Карл Линей през 1753 година.